# Poppo I. Istrski
Grof Poppo I. (tudi Boppo) Weimar-Orlamünde, mejni grof v Istrski marki od leta 1012 do svoje smrti okoli 1044, ter tudi mejni grof Kranjske marke med leti 1029-1044; † 13 julij, pred 1044 . 

## Življenje in delovanje
Poppo I. iz Weimarja je bil potomec grofovske družine iz cesarske vojvodine Turingije. Njegov oče je bil grof Vilijem II. Weimarski, njegova žena pa Hadamut Istrska imenovana tudi Acika († po 1040), hči  grofa  Weriganda Istrsko-Furlanskega, ki je leta 1001 pridobil velike posesti od cesarja Otona III. v vzhodni Furlaniji in Istri, takrat delih  Veronske marke, ki ji je vladal koroški vojvoda. Poppu je žena Acika v zakon prinesla velike posesti v Istri, ki jih je tako Poppo podedoval na Istrskem polotoku in pričel uporabljati naziv mejnega grofa. 
Potem ko je cesar Henrik III. podedoval Koroško , je leta 1040 ustanovil ločeni mejne grofiji Istro in Kranjsko. Ker je bila mati njegove žene povezana z bavarskim grofom Ebersberškim, ki je imel v lasti posestva na Kranjskem, je bil Poppo imenovan tudi za kranjskega mejnega grofa.

## Potomci
Iz zakona s Hadamut Istrsko († po 1040) je imel naslednje potomce:
- Ulrik I.  († 6. marec 1070), oo Sofija Ogrska († 18. junij 1095), ki je nasledil svojega očeta leta 1045.